# Arrha
Arrha (lat., troligen av hebreisk stam), en summa penningar eller ett värdeföremål, som vid slutandet av ett avtal ges av den ene kontrahenten till den andre såsom tecken till avtalets fullbordande och på visst sätt även till säkerhet för dess uppfyllande. 
En särskild användning har arrha i den romerska rätten såsom tecken till ingåendet av en trolovning 
(arrha
sponsalis eller sponsalitia).
Se handpenning.